# WirelessHD
El WirelessHD (alta definició sense cables) és una iniciativa de diferents empreses tecnològiques per crear un estàndard de transmissió de continguts d'alta definició sense l'ús de cables. La idea és poder connectar diferents aparells electrònics, com televisió, reproductor DVD, PC o telèfon mòbil, i que puguin enviar o rebre àudio i vídeo en alta definició.

## Característiques bàsiques
Les principals característiques que s'han definit per l'estàndard són les següents:
- Compatible amb els diferents aparells d'electrònica de consum
- Freqüencia de treball: 60 GHz
- Comunicacions segures i protecció d'errors

## Arquitectura
En aquest estàndard hi intervenen dos elements el coordinador i les estacions. Al voltant del coordinador es crea l'àrea de treball (WVAN - Wireless Video Area Network) de no més de 10 metres, i és el que s'encarrega de gestionar les comunicacions. Les estacions són les que rebran o emetran els senyals d'àudio i vídeo en alta definició.